# 제74회 베를린 국제 영화제
제74회 베를린 국제 영화제는 2024년 2월 15일부터 25일까지 독일 베를린에서 개최되었다. 케냐-멕시코 여배우 루피타 뇽오가 본 대회 심사위원장으로 임명되었다. 이 해 베를리날레는 2023년 해임된 카를로 차트리안(Carlo Chatrian)과 마리에트 리센비크(Mariette Rissenbeek)가 마지막으로 맡게 되었다. 이 영화제는 팀 미엘란츠(Tim Mielants)의 이처럼 사소한 것들로 시작되었다.
프랑스계 세네갈 출신 영화감독 마티 디오프가 감독한 다호메이 (영화)(Dahomey)가 황금곰상을 수상해 2023년 <파리 아다망에서 만난 사람들(On the Adamant)>에 이어 다큐멘터리가 2년 연속 최우수상을 수상했다. 은곰상은 심사위원 대상을 받았다. 홍상수 감독의 '여행자의 필요', 최우수 주연상 은곰상은 '어 디프런트 맨'의 세바스티안 스탄에게 돌아갔다. 미국 영화감독 마틴 스코세이지가 명예 황금곰상을 수상했다.